# Oneida megye (New York)
Oneida megye az Amerikai Egyesült Államokban, azon belül New York államban található. Megyeszékhelye és legnagyobb városa Utica. Lakosainak száma 232 125 fő (2020. április 1.). Oneida megye Lewis, Madison, Herkimer, Otsego és Oswego megyékkel határos.

## Népesség
A megye népességének változása:
| Lakosok száma | 234 842 | 234 137 | 233 847 | 233 585 | 232 500 | 232 125 |
|               | 2010    | 2011    | 2012    | 2013    | 2015    | 2020    |